# Der Graf (Sänger)

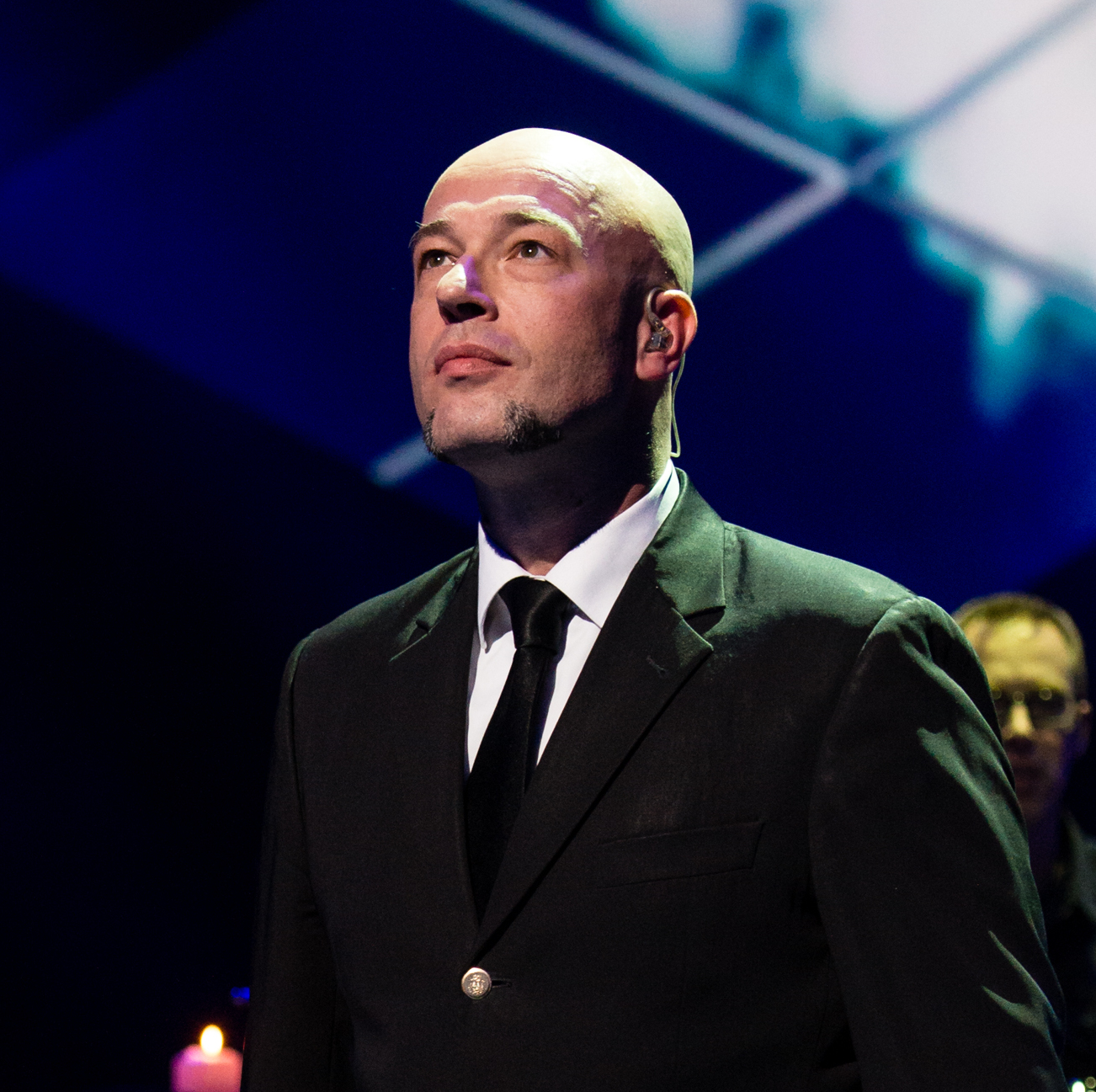
Der Graf, 2014

Der Graf (* 1970 in Würselen) ist ein deutscher Sänger. Er ist – mit einer Unterbrechung zwischen 2016 und 2025 – der Frontmann und Songschreiber der Band Unheilig.

## Leben
Er gibt nur wenige Informationen über sein Privatleben preis. Sein Geburtsname und -datum sind nicht öffentlich bekannt. In Presseberichten wird gelegentlich als bürgerlicher Name Bernd Heinrich Graf angegeben, seit dieser Name von der Boulevardzeitung Bild ins Spiel gebracht worden war. Im Markenregister ist die Marke Unheilig u. a. auf Bernd Graf eingetragen.
Vor seiner Schulzeit besuchte er einen katholischen Kindergarten und sang im Kirchenchor. In seiner Kindheit stotterte er stark und wurde deshalb gehänselt. Vor dem Beginn seiner Musikkarriere absolvierte er eine Ausbildung zum Zahntechniker, die er jedoch abbrach, um sich vier Jahre als Soldat auf Zeit der Bundeswehr zu verpflichten. Danach machte er eine Ausbildung zum Hörgeräteakustiker.

## Karriere mit der Band „Unheilig“

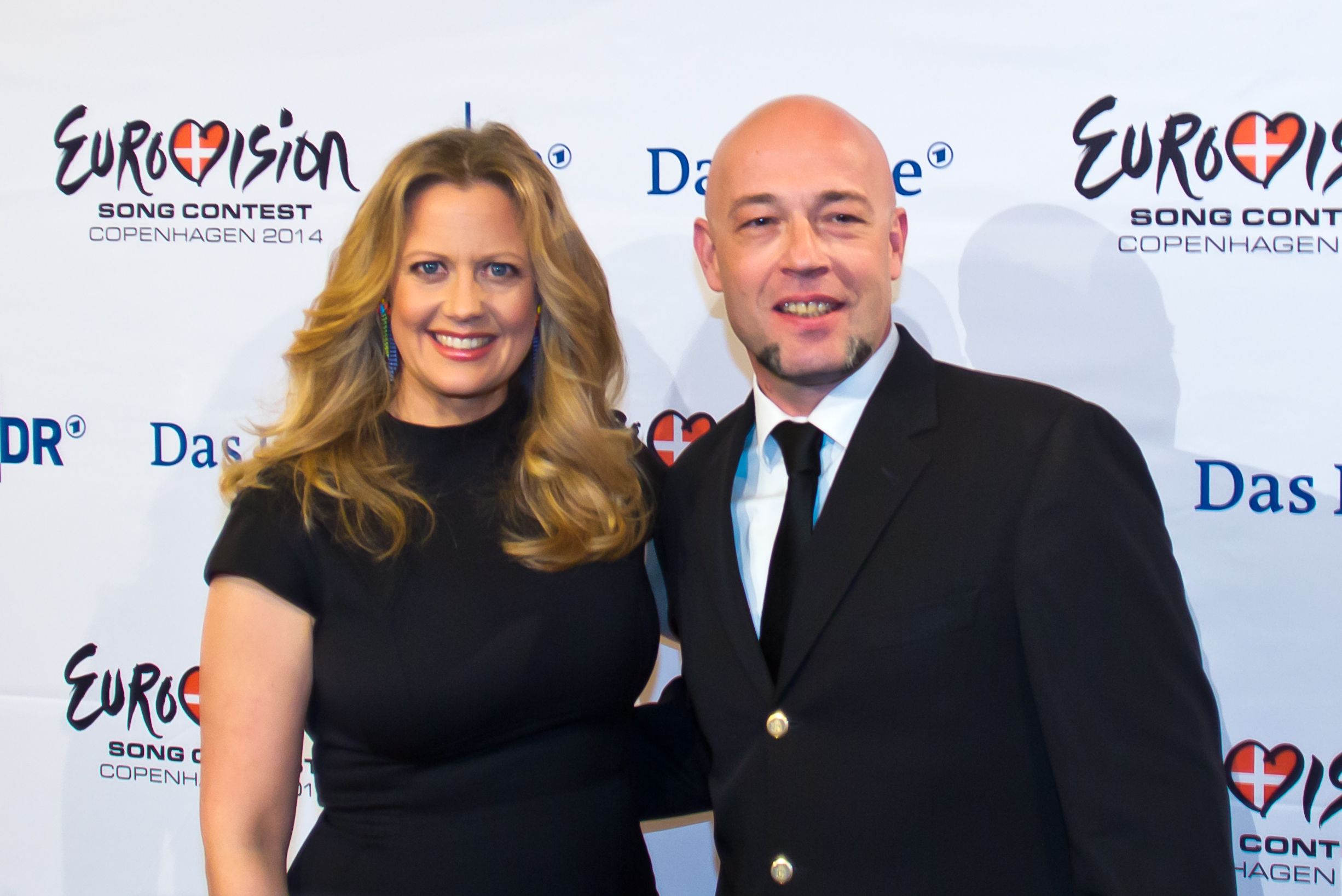
Der Graf mit Barbara Schöneberger bei Unser Song für Dänemark 2014

1999 gründete er zusammen mit Grant Stevens und dem Produzenten José Alvarez-Brill die Band Unheilig. Im Jahr 2000 kam das Debütalbum Phosphor auf den Markt. Allerdings hatte sich Der Graf inzwischen dazu entschlossen, den musikalischen Weg von Unheilig alleine zu beschreiten, um keine Kompromisse mehr eingehen zu müssen. Nur bei Liveauftritten arbeitete er noch mit Gastmusikern zusammen.
Nach zahlreichen Alben gab er im Oktober 2014 in einem offenen Brief sein Karriereende bei Unheilig bekannt. Zwischen Mai und September 2016 ging er unter dem Titel Ein letztes Mal auf Tournee, die ihren Abschluss im September 2016 im Rheinenergiestadion in Köln fand. Ab 2016 schrieb er Lieder für die Sängerin Sotiria.
Anfang 2025 gab Der Graf bekannt, dass er zusammen mit der Band Unheilig ein Comeback starten und mit ihr noch im laufenden Jahr wieder auf Tournee gehen will.

## Soziales Engagement
Seit 2010 unterstützt Der Graf mit seiner Aktion Die Grafschaft den Verein Herzenswünsche e. V. in Münster für schwer erkrankte Kinder. Dafür erhielt er 2012 den Ehren-Echo für soziales Engagement. Seit Mai 2012 ist er Botschafter der Hear the World Foundation, einer weltweiten Initiative der Sonova-Marke Phonak, die sich dem Thema Hören widmet und über Hörverlust aufklärt. Im Dezember 2013 wurde Der Graf mit dem KIND Award National durch den Verein Kinderlachen für seine ehrenamtliche Mitarbeit bei Herzenswünsche e. V. sowie für sein Engagement im Rahmen von Die Grafschaft ausgezeichnet.

## Diskografie
Als The Graf
- 1994: Dreams and Illusions

Mit Unheilig
Mit anderen Bands
- 2007: Hold You (mit Imatem aus dem Album Home)
- 2011: Hol die Sterne (mit In Extremo aus dem Album Sterneneisen)

## Synchronsprecher
- 2012: Sammys Abenteuer 2 – Kleine Helden auf großer Mission als Big D.[14]

## Auszeichnungen
- ECHO Pop
  - 2011: in der Kategorie Produzent (National) (Unheilig)
  - 2012: in der Kategorie Sonderpreis (für die Aktion Die Grafschaft zugunsten des Vereins Herzenswünsche e. V.)

- KIND-Award
  - 2013 (für sein ehrenamtliches Engagement für Kinder und Jugendliche)[15]